# Luis Odero
Luis Odero (Cadis, per la meitat del segle XIX) fou un director d'orquestra, violinista, compositor i escriptor didàctic.
El 1855, en els concerts que el pianista hongarès Oscar de la Cinna, va fer per la província de Cadis, Odero figurà acompanyant-lo al violi les seves obres; el 1859 junt amb altres mecenes Salvador Viniegra, Diego Carrera y Tomás Fedriani, fundà l'Academia Santa Cecilia, que amb els anys es convertiria en el Conservatorio Manuel de Falla, de la capital gaditana.
El 1860 va compondre un Himne a la presa de Tetuán, dedicat a l'exèrcit espanyol, que es va repartir en el suplement a La Moda, de Cadis. E 1866 publicà Elementos de la teoria de la Música (Cadis).
El seu fill Alejandro també fou un músic destacat de finals del segle xix i principis del XX.